# Oberwiesen
Oberwiesen település Németországban, Rajna-vidék-Pfalz tartományban. Lakosainak száma 566 fő (2023. december 31.).

## Népesség
A település népességének változása:
| Lakosok száma | 472  | 486  | 535  | 541  | 546  | 554  | 566  |
|               | 1975 | 2014 | 2017 | 2019 | 2021 | 2022 | 2023 |